# Храм Преполовения Пятидесятницы (Ростов-на-Дону)
Храм Преполове́ния Пятидеся́тницы (Преполовенский храм) — православный храм в Ростове-на-Дону, один из значимых храмов города. Принадлежит к Юго-Западному благочинию Ростовской-на-Дону епархии Русской православной церкви. Был построен в 1824—1829 годах, разрушен коммунистами в 1940-м, воссоздан в 1996—2000 годах с небольшими отступлениями (уменьшены размеры колокольни).

## История
Первое упоминание о храме датируется 1824—1829 годами, тогда и был построен первый вместительный каменный Преполовенский храм в казачьей станице Нижне-Гниловской. Строительство возглавили крестьяне из Владимирской губернии Иван Еремеев и Михайло Благодеров на средства, собранные станичниками. Работы длились около пяти лет. В 1829 году, по окончании строительства, он был освящен в честь Воскресения Христова, но по просьбе прихожан и по благословению епископа Воронежского и Черкасского Епифания, престольное празднование в храме было отнесено к празднику Преполовения Пятидесятницы. Поэтому церковь стала называться Преполовенской. К 1890 году однокупольный Преполовенский храм имел звонницу над притвором, около церкви стояли сторожка и канцелярия. При церкви с 1823 года работало двухклассное мужское училище, с 1878 года — начальное женское училище. В церковный причт входили священник и псаломщик, которые жили на подаяния.

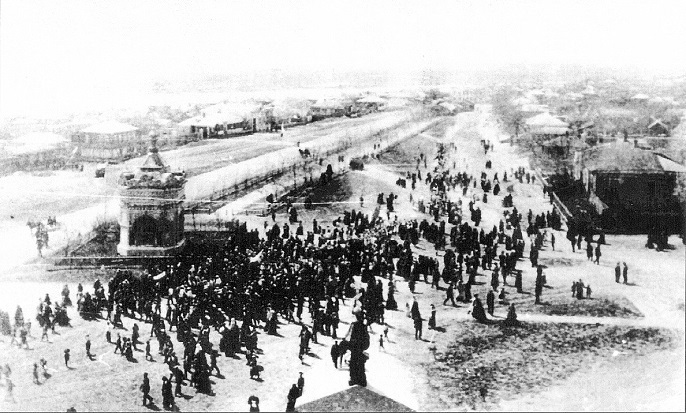
Часовня в честь Аксайской иконы Божией Матери около Преполовенской церкви, 1894 год.

В XIX веке в Ростов-на-Дону и его окрестности часто возникала эпидемия холеры, уносившая жизни многих горожан. Одним из средств, противостоявших эпидемии, считалась Аксайская икона Божией Матери — Одигитрия. В 1892—1893 годах в ознаменование избавления горожан от холеры и для предотвращения очередного пришествия болезни при храме была построена часовня во имя Чудотворной Аксайской (Смоленской) иконы Божией Матери Одигитрии.
В 1908—1909 годах в храме появляются два новых придела: левый (северный) придел перестроенного храма 27 октября 1909 года был освящён во имя святителя Алексия, митрополита Киевского, а правый (южный) придел 7 декабря 1910 года — в честь Смоленской иконы Божией Матери — Одигитрии. В храме появляется высокая звонница. К этому времени интерьер обновлённого храма украсили росписи масляными красками с изображениями святых, сюжеты из Священного писания. С 1898 года при Преполовенском храме начала работать церковноприходская школа. Был увеличен причт церкви, в него вошли два священника, диакон, два псаломщика.

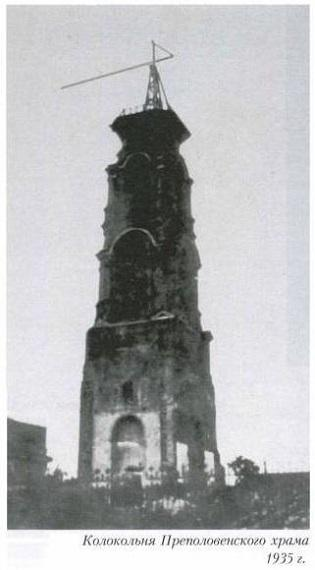
Колокольня Преполовецкого храма с парашютной вышкой, 1935 год.

В годы гражданской войны храм стал центром белого движения, где была предпринята попытка организовать отпор большевикам. Весною 1918 года священник церкви Алексей Часовников созвал станичный сбор казаков, на котором было принято решение оказать вооруженное сопротивление отряду красного прапорщика Рудольфа Фердинандовича Сиверса (1892—1918), вынудившего покинуть Ростов уступавшую ему по числу бойцов в 4-5 раз белую Добровольческую армию генерала Лавра Георгиевича Корнилова (1870—1918).
В 1933 году храм был закрыт и частично разрушен советскими властями, его звонницу некоторое время использовали для парашютной вышки. Окончательно храм разрушили в 1940 году, но в 1942 в разрушенном храме в подвале началось возобновление службы возродившегося Преполовенский прихода. Через 17 лет, в 1959 году под предлогом строительства новой железнодорожной станции советские власти выдворили церковную общину из подвала, а остатки церковного имущества забрали. На самом деле никакого строительства станции проводить не предполагалось. Место, где стоял разрушенный храм, было передано угольному складу № 7, а в здании бывшей церковно-приходской школы устроили кинотеатр «Мир». В 1991 году возрождённая казачья община станицы потребовала закрыть кинотеатр и его здание вернули Преполовенскому приходу. В том же году у храма появился настоятель отец Алексий.
В 1996 году начинали воссоздание храма. Автором проекта стал архитектор института «Спецпроектреставрация» Ю. Н. Солнышкин. Однако после разработки эскизного проекта, по требованию настоятеля храма, заказ на проектирование был передан архитектору Всероссийского научно-исследовательского института технико-экономических исследований агропромышленного комплекса («ВНИИПиагропром») И. В. Ганусу. И 1999 году в храме уже велись богослужения, несмотря на то, что он ещё не был достроен.  7 апреля 2000 года состоялось первое Богослужение под сводами уже воссозданного храма.

## Современность
После смерти первого настоятеля Алексия, при котором при церкви были организованна музыкальная, церковно-приходская и общеобразовательная школа, его место занял его сын иерей Антоний. Настоятель храма иерей Антоний во внимание к усердным трудам во благо Православной Церкви был отмечен медалью Священномученика Николая пресвитера 1-й степени.
С 2018 года храм Преполовения Пятидесятницы является храмом при Донской Духовной Семинарии. 
Храм Преполовения Пятидесятницы окружен оградой, рядом находится парк, оборудованная купель с питьевой водой и памятный крест казакам, погибшим за Отечество.

## Реликвии
В храме хранятся  частица мощей и башмачок святителя Спиридона Тримифунтского;
Частица мощей святой Матроны Московской
ИКОНЫ С ЧАСТИЦАМИ МОЩЕЙ:
Святителя Николая Мирликийского;
Святителя Игнатия Брянчанинова;
Святителя Луки Крымского;
Святителя Тихона Задонского;
Собора преподобных старцев Оптинских;
Преподобного Сергия Радонежского;
Преподобного Серафима Саровского;
Преподобного Амвросия Оптинского;
Великомученика и целителя Пантелеймона;
Праведного Феодора Ушакова;
Святых жен Дивеевских: Марфы, Александры, Елены